# Pedro Julio Sánchez
Pedro Julio Sánchez (nascido em 8 de abril de 1940) é um ex-ciclista colombiano. Representou seu país, Colômbia, no ciclismo nos Jogos Olímpicos de Verão de 1964 e 1968.